# مارینا دی کامروتا
مارینا دی کامروتا (به ایتالیایی: Marina di Camerota) یک منطقهٔ مسکونی در ایتالیا است که در کامروتا واقع شده‌است. مارینا دی کامروتا ۲٬۶۷۴ نفر جمعیت دارد و ۵ متر بالاتر از سطح دریا واقع شده‌است.